# Campeonato Mundial de Fórmula 1 de 1975
A Temporada de Fórmula 1 de 1975 foi a 26ª realizada pela FIA. Teve como campeão o austríaco Niki Lauda da Ferrari, sendo vice-campeão o brasileiro Emerson Fittipaldi da McLaren. Marcou a despedida da fornecedora de pneus Firestone da categoria.

## Pilotos e Construtores[1]
| Campeão                    | Vice-campeão         | 3º Lugar         |
|                            |                      |                  |
| Niki Lauda                 | Emerson Fittipaldi   | Carlos Reutemann |
| Scuderia Ferrari SpA SEFAC | Marlboro Team Texaco | Martini Racing   |

| Equipe                            | Construtor | Chassis | Motor                    | Pneus | No | Piloto                | Rodadas      |
| --------------------------------- | ---------- | ------- | ------------------------ | ----- | -- | --------------------- | ------------ |
| Marlboro Team Texaco              | McLaren    | M23     | Ford Cosworth DFV 3.0 V8 | G     | 1  | Emerson Fittipaldi    | Todas        |
| Marlboro Team Texaco              | McLaren    | M23     | Ford Cosworth DFV 3.0 V8 | G     | 2  | Jochen Mass           | Todas        |
| Elf Team Tyrrell                  | Tyrrell    | 007     | Ford Cosworth DFV 3.0 V8 | G     | 3  | Jody Scheckter        | Todas        |
| Elf Team Tyrrell                  | Tyrrell    | 007     | Ford Cosworth DFV 3.0 V8 | G     | 4  | Patrick Depailler     | Todas        |
| Elf Team Tyrrell                  | Tyrrell    | 007     | Ford Cosworth DFV 3.0 V8 | G     | 15 | Jean-Pierre Jabouille | 9            |
| Elf Team Tyrrell                  | Tyrrell    | 007     | Ford Cosworth DFV 3.0 V8 | G     | 15 | Michel Leclère        | 14           |
| John Player Team Lotus            | Lotus      | 72E     | Ford Cosworth DFV 3.0 V8 | G     | 5  | Ronnie Peterson       | Todas        |
| John Player Team Lotus            | Lotus      | 72E     | Ford Cosworth DFV 3.0 V8 | G     | 6  | Jacky Ickx            | 1-9          |
| John Player Team Lotus            | Lotus      | 72E     | Ford Cosworth DFV 3.0 V8 | G     | 6  | Jim Crawford          | 10           |
| John Player Team Lotus            | Lotus      | 72F     | Ford Cosworth DFV 3.0 V8 | G     | 15 | Brian Henton          | 10           |
| John Player Team Lotus            | Lotus      | 72F     | Ford Cosworth DFV 3.0 V8 | G     | 6  | John Watson           | 11           |
| John Player Team Lotus            | Lotus      | 72F     | Ford Cosworth DFV 3.0 V8 | G     | 6  | Brian Henton          | 12, 14       |
| John Player Team Lotus            | Lotus      | 72F     | Ford Cosworth DFV 3.0 V8 | G     | 6  | Jim Crawford          | 13           |
| Martini Racing                    | Brabham    | BT44B   | Ford Cosworth DFV 3.0 V8 | G     | 7  | Carlos Reutemann      | Todas        |
| Martini Racing                    | Brabham    | BT44B   | Ford Cosworth DFV 3.0 V8 | G     | 8  | José Carlos Pace      | Todas        |
| Beta Team March                   | March      | 741     | Ford Cosworth DFV 3.0 V8 | G     | 9  | Vittorio Brambilla    | 1-2          |
| March Engineering                 | March      | 741     | Ford Cosworth DFV 3.0 V8 | G     | 10 | Lella Lombardi        | 3            |
| Beta Team March                   | March      | 751     | Ford Cosworth DFV 3.0 V8 | G     | 9  | Vittorio Brambilla    | 3-14         |
| Lavazza March                     | March      | 751     | Ford Cosworth DFV 3.0 V8 | G     | 10 | Lella Lombardi        | 4-9          |
| Lavazza March                     | March      | 751     | Ford Cosworth DFV 3.0 V8 | G     | 10 | Hans Stuck            | 10-14        |
| Lavazza March                     | March      | 751     | Ford Cosworth DFV 3.0 V8 | G     | 29 | Lella Lombardi        | 10-13        |
| Scuderia Ferrari SpA SEFAC        | Ferrari    | 312B3   | Ferrari 001/11 3.0 F12   | G     | 11 | Clay Regazzoni        | 1-2          |
| Scuderia Ferrari SpA SEFAC        | Ferrari    | 312B3   | Ferrari 001/11 3.0 F12   | G     | 12 | Niki Lauda            | 1-2          |
| Scuderia Ferrari SpA SEFAC        | Ferrari    | 312T    | Ferrari 015 3.0 F12      | G     | 11 | Clay Regazzoni        | 3-14         |
| Scuderia Ferrari SpA SEFAC        | Ferrari    | 312T    | Ferrari 015 3.0 F12      | G     | 12 | Niki Lauda            | 3-14         |
| Stanley BRM                       | BRM        | P201    | BRM P200 3.0 V12         | G     | 14 | Mike Wilds            | 1-2          |
| Stanley BRM                       | BRM        | P201    | BRM P200 3.0 V12         | G     | 14 | Bob Evans             | 3-9, 12-13   |
| UOP Shadow Racing Team            | Shadow     | DN3B    | Ford Cosworth DFV 3.0 V8 | G     | 16 | Tom Pryce             | 1-2          |
| UOP Shadow Racing Team            | Shadow     | DN5     | Ford Cosworth DFV 3.0 V8 | G     | 17 | Jean-Pierre Jarier    | 1-11, 14     |
| UOP Shadow Racing Team            | Shadow     | DN5     | Ford Cosworth DFV 3.0 V8 | G     | 16 | Tom Pryce             | 3-14         |
| UOP Shadow Racing Team            | Shadow     | DN7     | Matra MS73 V12           | G     | 17 | Jean-Pierre Jarier    | 12-13        |
| Team Surtees                      | Surtees    | TS16    | Ford Cosworth DFV 3.0 V8 | G     | 18 | John Watson           | 1-10, 12     |
| Surtees with National Organs Team | Surtees    | TS16    | Ford Cosworth DFV 3.0 V8 | G     | 19 | Dave Morgan           | 10           |
| Frank Williams Racing Cars        | Williams   | FW      | Ford Cosworth DFV 3.0 V8 | G     | 20 | Arturo Merzario       | 1-3, 5-6     |
| Frank Williams Racing Cars        | Williams   | FW      | Ford Cosworth DFV 3.0 V8 | G     | 20 | Damien Magee          | 7            |
| Frank Williams Racing Cars        | Williams   | FW      | Ford Cosworth DFV 3.0 V8 | G     | 20 | Ian Scheckter         | 8            |
| Frank Williams Racing Cars        | Williams   | FW      | Ford Cosworth DFV 3.0 V8 | G     | 20 | François Migault      | 9            |
| Frank Williams Racing Cars        | Williams   | FW      | Ford Cosworth DFV 3.0 V8 | G     | 20 | Ian Ashley            | 11           |
| Frank Williams Racing Cars        | Williams   | FW      | Ford Cosworth DFV 3.0 V8 | G     | 20 | Jo Vonlanthen         | 12           |
| Frank Williams Racing Cars        | Williams   | FW      | Ford Cosworth DFV 3.0 V8 | G     | 20 | Renzo Zorzi           | 13           |
| Frank Williams Racing Cars        | Williams   | FW      | Ford Cosworth DFV 3.0 V8 | G     | 21 | Jacques Laffite       | 1-3          |
| Frank Williams Racing Cars        | Williams   | FW      | Ford Cosworth DFV 3.0 V8 | G     | 21 | Tony Brise            | 4            |
| Frank Williams Racing Cars        | Williams   | FW04    | Ford Cosworth DFV 3.0 V8 | G     | 20 | Arturo Merzario       | 4            |
| Frank Williams Racing Cars        | Williams   | FW04    | Ford Cosworth DFV 3.0 V8 | G     | 20 | Lella Lombardi        | 14           |
| Frank Williams Racing Cars        | Williams   | FW04    | Ford Cosworth DFV 3.0 V8 | G     | 21 | Jacques Laffite       | 5-6, 8-14    |
| Frank Williams Racing Cars        | Williams   | FW04    | Ford Cosworth DFV 3.0 V8 | G     | 21 | Ian Scheckter         | 7            |
| Embassy Racing with Graham Hill   | Lola       | T370    | Ford Cosworth DFV 3.0 V8 | G     | 22 | Graham Hill           | 1-3          |
| Embassy Racing with Graham Hill   | Lola       | T370    | Ford Cosworth DFV 3.0 V8 | G     | 22 | François Migault      | 5            |
| Embassy Racing with Graham Hill   | Lola       | T370    | Ford Cosworth DFV 3.0 V8 | G     | 23 | Rolf Stommelen        | 1-2          |
| Embassy Racing with Graham Hill   | Lola       | T371    | Ford Cosworth DFV 3.0 V8 | G     | 23 | Rolf Stommelen        | 3            |
| Embassy Racing with Graham Hill   | Lola       | GH1     | Ford Cosworth DFV 3.0 V8 | G     | 22 | Rolf Stommelen        | 4, 12-13     |
| Embassy Racing with Graham Hill   | Lola       | GH1     | Ford Cosworth DFV 3.0 V8 | G     | 22 | François Migault      | 6            |
| Embassy Racing with Graham Hill   | Lola       | GH1     | Ford Cosworth DFV 3.0 V8 | G     | 22 | Vern Schuppan         | 7            |
| Embassy Racing with Graham Hill   | Lola       | GH1     | Ford Cosworth DFV 3.0 V8 | G     | 22 | Alan Jones            | 8-11         |
| Embassy Racing with Graham Hill   | Lola       | GH1     | Ford Cosworth DFV 3.0 V8 | G     | 23 | François Migault      | 4            |
| Embassy Racing with Graham Hill   | Lola       | GH1     | Ford Cosworth DFV 3.0 V8 | G     | 23 | Graham Hill           | 5            |
| Embassy Racing with Graham Hill   | Lola       | GH1     | Ford Cosworth DFV 3.0 V8 | G     | 23 | Tony Brise            | 6-14         |
| Hesketh Racing                    | Hesketh    | 308     | Ford Cosworth DFV 3.0 V8 | G     | 24 | James Hunt            | 1-12         |
| Hesketh Racing                    | Hesketh    | 308     | Ford Cosworth DFV 3.0 V8 | G     | 25 | Brett Lunger          | 12-14        |
| Custom Made Harry Stiller Racing  | Hesketh    | 308     | Ford Cosworth DFV 3.0 V8 | G     | 25 | Alan Jones            | 4            |
| Custom Made Harry Stiller Racing  | Hesketh    | 308     | Ford Cosworth DFV 3.0 V8 | G     | 26 | Alan Jones            | 5-7          |
| Polar Caravans                    | Hesketh    | 308     | Ford Cosworth DFV 3.0 V8 | G     | 25 | Torsten Palm          | 5            |
| Polar Caravans                    | Hesketh    | 308     | Ford Cosworth DFV 3.0 V8 | G     | 32 | Torsten Palm          | 7            |
| Wartsteiner Brewery               | Hesketh    | 308     | Ford Cosworth DFV 3.0 V8 | G     | 25 | Harald Ertl           | 11           |
| Wartsteiner Brewery               | Hesketh    | 308     | Ford Cosworth DFV 3.0 V8 | G     | 32 | Harald Ertl           | 12           |
| Wartsteiner Brewery               | Hesketh    | 308     | Ford Cosworth DFV 3.0 V8 | G     | 34 | Harald Ertl           | 13           |
| Hesketh Racing                    | Hesketh    | 308C    | Ford Cosworth DFV 3.0 V8 | G     | 24 | James Hunt            | 13-14        |
| Vel’s Parnelli Jones Racing       | Parnelli   | VPJ4    | Ford Cosworth DFV 3.0 V8 | F     | 27 | Mario Andretti        | 1            |
| Vel’s Parnelli Jones Racing       | Parnelli   | VPJ4    | Ford Cosworth DFV 3.0 V8 | G     | 27 | Mario Andretti        | 2-5, 7, 9-14 |
| Penske Cars                       | Penske     | PC1     | Ford Cosworth DFV 3.0 V8 | G     | 28 | Mark Donohue          | 1-9          |
| Penske Cars                       | Penske     | PC1     | Ford Cosworth DFV 3.0 V8 | G     | 28 | John Watson           | 14           |
| Penske Cars                       | March      | 751     | Ford Cosworth DFV 3.0 V8 | G     | 28 | Mark Donohue          | 10-12        |
| Copersucar-Fittipaldi             | Fittipaldi | FD01    | Ford Cosworth DFV 3.0 V8 | G     | 30 | Wilson Fittipaldi     | 1            |
| Copersucar-Fittipaldi             | Fittipaldi | FD02    | Ford Cosworth DFV 3.0 V8 | G     | 30 | Wilson Fittipaldi     | 2-7          |
| Copersucar-Fittipaldi             | Fittipaldi | FD03    | Ford Cosworth DFV 3.0 V8 | G     | 30 | Wilson Fittipaldi     | 8-12, 14     |
| Copersucar-Fittipaldi             | Fittipaldi | FD03    | Ford Cosworth DFV 3.0 V8 | G     | 30 | Arturo Merzario       | 13           |
| HB Bewaking Team Ensign           | Ensign     | N174    | Ford Cosworth DFV 3.0 V8 | G     | 31 | Roelof Wunderink      | 4-6, 12-13   |
| HB Bewaking Team Ensign           | Ensign     | N174    | Ford Cosworth DFV 3.0 V8 | G     | 31 | Gijs van Lennep       | 8            |
| HB Bewaking Team Ensign           | Ensign     | N174    | Ford Cosworth DFV 3.0 V8 | G     | 31 | Roelof Wunderink      | 4-6, 13      |
| HB Bewaking Team Ensign           | Ensign     | N174    | Ford Cosworth DFV 3.0 V8 | G     | 33 | Roelof Wunderink      | 12           |
| Team Ensign                       | Ensign     | N174    | Ford Cosworth DFV 3.0 V8 | G     | 31 | Gijs van Lennep       | 7            |
| Team Ensign                       | Ensign     | N174    | Ford Cosworth DFV 3.0 V8 | G     | 34 | Gijs van Lennep       | 10           |
| HB Bewaking Team Ensign           | Ensign     | N175    | Ford Cosworth DFV 3.0 V8 | G     | 31 | Gijs van Lennep       | 9            |
| HB Bewaking Team Ensign           | Ensign     | N175    | Ford Cosworth DFV 3.0 V8 | G     | 31 | Chris Amon            | 12           |
| HB Bewaking Team Ensign           | Ensign     | N175    | Ford Cosworth DFV 3.0 V8 | G     | 31 | Roelof Wunderink      | 14           |
| HB Bewaking Team Ensign           | Ensign     | N175    | Ford Cosworth DFV 3.0 V8 | G     | 32 | Chris Amon            | 13           |
| Team Ensign                       | Ensign     | N175    | Ford Cosworth DFV 3.0 V8 | G     | 31 | Roelof Wunderink      | 10           |
| Team Ensign                       | Ensign     | N175    | Ford Cosworth DFV 3.0 V8 | G     | 19 | Gijs van Lennep       | 11           |
| Lucky Strike Racing               | McLaren    | M23     | Ford Cosworth DFV 3.0 V8 | G     | 31 | Dave Charlton         | 3            |
| Lexington Racing                  | Tyrrell    | 007     | Ford Cosworth DFV 3.0 V8 | G     | 32 | Ian Scheckter         | 3            |
| Pinch Plant (Ltd)                 | Lyncar     | 006     | Ford Cosworth DFV 3.0 V8 | G     | 32 | John Nicholson        | 10           |
| Team Gunston                      | Lotus      | 72      | Ford Cosworth DFV 3.0 V8 | G     | 33 | Eddie Keizan          | 3            |
| Team Gunston                      | Lotus      | 72E     | Ford Cosworth DFV 3.0 V8 | G     | 34 | Guy Tunmer            | 3            |
| Maki Engineering                  | Maki       | F101C   | Ford Cosworth DFV 3.0 V8 | G     | 35 | Hiroshi Fushida       | 8, 10        |
| Maki Engineering                  | Maki       | F101C   | Ford Cosworth DFV 3.0 V8 | G     | 35 | Tony Trimmer          | 11-13        |

## Calendário
| Prova | GP                  | Data          | Local          |
| ----- | ------------------- | ------------- | -------------- |
| 1     | GP da Argentina     | 12 de Janeiro | Oscar Gálvez   |
| 2     | GP do Brasil        | 26 de Janeiro | Interlagos     |
| 3     | GP da África do Sul | 2 de Março    | Kyalami        |
| 4     | GP da Espanha       | 27 de Abril   | Montjuïc       |
| 5     | GP de Mônaco        | 11 de Maio    | Monte Carlo    |
| 6     | GP da Bélgica       | 25 de Maio    | Zolder         |
| 7     | GP da Suécia        | 8 de Junho    | Anderstorp     |
| 8     | GP da Holanda       | 22 de Junho   | Zandvoort      |
| 9     | GP da França        | 6 de Julho    | Paul Ricard    |
| 10    | GP da Inglaterra    | 20 de Julho   | Silverstone    |
| 11    | GP da Alemanha      | 3 de Agosto   | Nürburgring    |
| 12    | GP da Áustria       | 17 de Agosto  | Österreichring |
| 13    | GP da Itália        | 7 de Setembro | Monza          |
| 14    | GP dos EUA          | 5 de Outubro  | Watkins Glen   |

## Resultados

### Grandes Prêmios
| GP | Grande Prêmio        | Pole Position      | Volta mais rápida  | Vencedor           | Equipe       | Descrição |
| -- | -------------------- | ------------------ | ------------------ | ------------------ | ------------ | --------- |
| 1  | GP da Argentina      | Jean-Pierre Jarier | James Hunt         | Emerson Fittipaldi | McLaren-Ford | Detalhes  |
| 2  | GP do Brasil         | Jean-Pierre Jarier | Jean-Pierre Jarier | Carlos Pace        | Brabham-Ford | Detalhes  |
| 3  | GP da África do Sul  | José Carlos Pace   | Carlos Pace        | Jody Scheckter     | Tyrrell-Ford | Detalhes  |
| 4  | GP da Espanha        | Niki Lauda         | Mario Andretti     | Jochen Mass        | McLaren-Ford | Detalhes  |
| 5  | GP de Mônaco         | Niki Lauda         | Patrick Depailler  | Niki Lauda         | Ferrari      | Detalhes  |
| 6  | GP da Bélgica        | Niki Lauda         | Clay Regazzoni     | Niki Lauda         | Ferrari      | Detalhes  |
| 7  | GP da Suécia         | Vittorio Brambilla | Niki Lauda         | Niki Lauda         | Ferrari      | Detalhes  |
| 8  | GP dos Países Baixos | Niki Lauda         | Niki Lauda         | James Hunt         | Hesketh-Ford | Detalhes  |
| 9  | GP da França         | Niki Lauda         | Jochen Mass        | Niki Lauda         | Ferrari      | Detalhes  |
| 10 | GP da Grã-Bretanha   | Tom Pryce          | Clay Regazzoni     | Emerson Fittipaldi | McLaren-Ford | Detalhes  |
| 11 | GP da Alemanha       | Niki Lauda         | Clay Regazzoni     | Carlos Reutemann   | Brabham-Ford | Detalhes  |
| 12 | GP da Áustria        | Niki Lauda         | Vittorio Brambilla | Vittorio Brambilla | March-Ford   | Detalhes  |
| 13 | GP da Itália         | Niki Lauda         | Clay Regazzoni     | Clay Regazzoni     | Ferrari      | Detalhes  |
| 14 | GP dos EUA           | Niki Lauda         | Emerson Fittipaldi | Niki Lauda         | Ferrari      | Detalhes  |

### Pilotos
| Pos | Piloto                | ARG | BRA | RSA | ESP | MON | BEL | SWE | NED | FRA | GBR | GER | AUT | ITA | USA | Pontos |
| --- | --------------------- | --- | --- | --- | --- | --- | --- | --- | --- | --- | --- | --- | --- | --- | --- | ------ |
| 1   | Niki Lauda            | 6   | 5   | 5   | Ret | 1   | 1   | 1   | 2   | 1   | 8   | 3   | 62  | 3   | 1   | 64.5   |
| 2   | Emerson Fittipaldi    | 1   | 2   | NC  | DNS | 2   | 7   | 8   | Ret | 4   | 1   | Ret | 9   | 2   | 2   | 45     |
| 3   | Carlos Reutemann      | 3   | 8   | 2   | 31  | 9   | 3   | 2   | 4   | 14  | Ret | 1   | 14  | 4   | Ret | 37     |
| 4   | James Hunt            | 2   | 6   | Ret | Ret | Ret | Ret | Ret | 1   | 2   | 4   | Ret | 2   | 5   | 4   | 33     |
| 5   | Clay Regazzoni        | 4   | 4   | 16  | NC  | Ret | 5   | 3   | 3   | Ret | 13  | Ret | 7   | 1   | WD  | 25     |
| 6   | José Carlos Pace      | Ret | 1   | 4   | Ret | 3   | 8   | Ret | 5   | Ret | 2   | Ret | Ret | Ret | Ret | 24     |
| 7   | Jody Scheckter        | 11  | Ret | 1   | Ret | 7   | 2   | 7   | 16  | 9   | 3   | Ret | 8   | 8   | 6*  | 20     |
| 8   | Jochen Mass           | 14  | 3   | 6   | 1   | 6   | Ret | Ret | Ret | 3   | 7   | Ret | 42  | Ret | 3   | 20     |
| 9   | Patrick Depailler     | 5   | Ret | 3   | Ret | 5   | 4   | 12  | 9   | 6   | 9   | 9   | 11  | 7   | Ret | 12     |
| 10  | Tom Pryce             | 12  | Ret | 9   | Ret | Ret | 6   | Ret | 6   | Ret | Ret | 4   | 32  | 6   | NC  | 8      |
| 11  | Vittorio Brambilla    | 9   | Ret | Ret | 51  | Ret | Ret | Ret | Ret | Ret | 6   | Ret | 12  | Ret | 7   | 6.5    |
| 12  | Jacques Laffite       | Ret | 11  | NC  |     | NQ  | Ret |     | Ret | 11  | Ret | 2   | Ret | Ret | Ret | 6      |
| 13  | Ronnie Peterson       | Ret | 15  | 10  | Ret | 4   | Ret | 9   | 15  | 10  | Ret | Ret | 52  | Ret | 5   | 6      |
| 14  | Mario Andretti        | Ret | 7   | 17  | Ret | Ret |     | 4   |     | 5   | 12  | 10  | Ret | Ret | Ret | 5      |
| 15  | Mark Donohue          | 7   | Ret | 8   | Ret | Ret | 11  | 5   | 8   | Ret | 5   | Ret | DNS |     |     | 4      |
| 16  | Jacky Ickx            | 8   | 9   | 12  | 21  | 8   | Ret | 15  | Ret | Ret |     |     |     |     |     | 3      |
| 17  | Alan Jones            |     |     |     | Ret | Ret | Ret | 11  | 13  | 16  | 10  | 5   |     |     |     | 2      |
| 18  | Jean-Pierre Jarier    | DNS | Ret | Ret | 41  | Ret | Ret | Ret | Ret | 8   | 14  | Ret | Ret | Ret | Ret | 1.5    |
| 19  | Tony Brise            |     |     |     | 7   |     | Ret | 6   | 7   | 7   | 15  | Ret | 15  | Ret | Ret | 1      |
| 20  | Gijs van Lennep       |     |     |     |     |     |     |     | 10  | 15  |     | 6   |     |     |     | 1      |
| 21  | Lella Lombardi        |     |     | Ret | 61  | NQ  | Ret | Ret | 14  | 18  | Ret | 7   | 17  | Ret | Ret | 0.5    |
| 22  | Rolf Stommelen        | 13  | 14  | 7   | Ret |     |     |     |     |     |     |     | 16  | Ret |     | 0      |
| 23  | John Watson           | DSQ | 10  | Ret | 8   | Ret | 10  | 16  | Ret | 13  | 11  | Ret | 10  |     | 9   | 0      |
| 24  | Harald Ertl           |     |     |     |     |     |     |     |     |     |     | 8   | Ret | 9   |     | 0      |
| 25  | Hans Stuck            |     |     |     |     |     |     |     |     |     | Ret | Ret | Ret | Ret | 8   | 0      |
| 26  | Bob Evans             |     |     | 15  | Ret | NQ  | 9   | 13  | Ret | 17  |     |     | Ret | Ret |     | 0      |
| 27  | Wilson Fittipaldi Jr. | Ret | 13  | NQ  | WD  | NQ  | 12  | 17  | 11  | Ret | 19  | Ret | NQ  |     | 10  | 0      |
| 28  | Graham Hill           | 10  | 12  | NQ  |     | NQ  |     |     |     |     |     |     |     |     |     | 0      |
| 29  | Brett Lunger          |     |     |     |     |     |     |     |     |     |     |     | 13  | 10  | Ret | 0      |
| 30  | Torsten Palm          |     |     |     |     | NQ  |     |     |     |     | 10  |     |     |     |     | 0      |
| 31  | Arturo Merzario       | NC  | Ret | Ret | WD  | NQ  | Ret |     |     |     |     |     |     | 11  |     | 0      |
| 32  | Guy Tunmer            |     |     | 11  |     |     |     |     |     |     |     |     |     |     |     | 0      |
| 33  | Chris Amon            |     |     |     |     |     |     |     |     |     |     |     | 12  | 12  |     | 0      |
| 34  | Ian Scheckter         |     |     | Ret |     |     |     | Ret | 12  |     |     |     |     |     |     | 0      |
| 35  | Jean-Pierre Jabouille |     |     |     |     |     |     |     |     | 12  |     |     |     |     |     | 0      |
| 36  | Jim Crawford          |     |     |     |     |     |     |     |     |     | Ret |     |     | 13  |     | 0      |
| 37  | Eddie Keizan          |     |     | 13  |     |     |     |     |     |     |     |     |     |     |     | 0      |
| 38  | Dave Charlton         |     |     | 14  |     |     |     |     |     |     |     |     |     |     |     | 0      |
| 39  | Damien Magee          |     |     |     |     |     |     | 14  |     |     |     |     |     |     |     | 0      |
| 40  | Renzo Zorzi           |     |     |     |     |     |     |     |     |     |     |     |     | 14  |     | 0      |
| 41  | Brian Henton          |     |     |     |     |     |     |     |     |     | 16  |     | NC  |     | NC  | 0      |
| 42  | John Nicholson        |     |     |     |     |     |     |     |     |     | 17  |     |     |     |     | 0      |
| 43  | Dave Morgan           |     |     |     |     |     |     |     |     |     | 18  |     |     |     |     | 0      |
| 44  | François Migault      |     |     |     | NC  |     | Ret |     |     | DNS |     |     |     |     |     | 0      |
| 45  | Roelof Wunderink      |     |     |     | Ret | NQ  |     |     |     |     | NQ  |     | NC  | NQ  | Ret | 0      |
| 46  | Mike Wilds            | Ret | Ret |     |     |     |     |     |     |     |     |     |     |     |     | 0      |
| 47  | Vern Schuppan         |     |     |     |     |     |     | Ret |     |     |     |     |     |     |     | 0      |
| 48  | Jo Vonlanthen         |     |     |     |     |     |     |     |     |     |     |     | Ret |     |     | 0      |
| 49  | Michel Leclère        |     |     |     |     |     |     |     |     |     |     |     |     |     | Ret | 0      |
| -   | Ian Ashley            |     |     |     |     |     |     |     |     |     |     | NP  |     |     |     | 0      |
| -   | Hiroshi Fushida       |     |     |     |     |     |     |     | NP  |     | NQ  |     |     |     |     | -      |
| -   | Tony Trimmer          |     |     |     |     |     |     |     |     |     |     | NQ  | NQ  | NQ  |     | -      |
| Pos | Piloto                | ARG | BRA | RSA | ESP | MON | BEL | SWE | NED | FRA | GBR | GER | AUT | ITA | USA | Pontos |

| Cor        | Resultado             |
| ---------- | --------------------- |
| Ouro       | Vencedor              |
| Prata      | 2.º lugar             |
| Bronze     | 3.º lugar             |
| Verde      | Terminou, nos pontos  |
| Azul       | Terminou, sem pontos  |
| Púrpura    | Ret – Retirou-se      |
| Vermelho   | NQ – Não qualificado  |
| Preto      | DSQ – Desqualificado  |
| Branco     | NL – Não largou       |
| Branco     | C – Corrida cancelada |
| Azul claro | AT – Apenas Treino    |
| Sem cor    | NP – Não participou   |
| Sem cor    | Les – Lesionado       |
| Sem cor    | EX – Excluído         |

Em negrito indica pole position e em itálico indica volta mais rápida.

### Construtores[2]
| Pos | Construtor | Chassis        | Motor                               | Pneu | Pontos  | Vitórias | Pódiums | Poles |
| --- | ---------- | -------------- | ----------------------------------- | ---- | ------- | -------- | ------- | ----- |
| 1   | Ferrari    | 312B3 312T     | Ferrari 001/11 F12 Ferrari 015 F12  | G    | 72.5    | 6        | 11      | 9     |
| 2   | Brabham    | BT44B          | Ford Cosworth DFV V8                | G    | 54 (56) | 2        | 9       | 1     |
| 3   | McLaren    | M23            | Ford Cosworth DFV V8                | G    | 53      | 3        | 10      |       |
| 4   | Hesketh    | 308B 308C      | Ford Cosworth DFV V8                | G    | 33      | 1        | 4       |       |
| 5   | Tyrrell    | 007            | Ford Cosworth DFV V8                | G    | 25      | 1        | 4       |       |
| 6   | Shadow     | DN3B DN5 DN7   | Ford Cosworth DFV V8 Matra MS73 V12 | G    | 9.5     |          | 1       | 3     |
| 7   | Lotus      | 72 72E 72F     | Ford Cosworth DFV V8                | G    | 9       |          | 1       |       |
| 8   | March      | 741 751        | Ford Cosworth DFV V8                | G    | 7.5     | 1        | 1       | 1     |
| 9   | Williams   | FW FW04        | Ford Cosworth DFV V8                | G    | 6       |          | 1       |       |
| 10  | Parnelli   | VPJ4           | Ford Cosworth DFV V8                | G    | 5       |          |         |       |
| 11  | Hill       | GH1            | Ford Cosworth DFV V8                | G    | 3       |          |         |       |
| 12  | Penske     | PC1            | Ford Cosworth DFV V8                | G    | 2       |          |         |       |
| 13  | Ensign     | N174 N175      | Ford Cosworth DFV V8                | G    | 1       |          |         |       |
| 14  | Surtees    | TS16           | Ford Cosworth DFV V8                | G    | 0       |          |         |       |
| 15  | BRM        | P201           | BRM P200 V12                        | G    | 0       |          |         |       |
| 16  | Fittipaldi | FD01 FD02 FD03 | Ford Cosworth DFV V8                | G    | 0       |          |         |       |
| 17  | Lola       | T370 T371      | Ford Cosworth DFV V8                | G    | 0       |          |         |       |
| 18  | Lyncar     | 006            | Ford Cosworth DFV V8                | G    | 0       |          |         |       |
| -   | Maki       | F101B          | Ford Cosworth DFV V8                | G    | -       |          |         |       |

### Corridas fora do campeonato
Outras corridas de fórmula 1 disputadas em 1975, que não valeram pontos para o campeonato.
| Evento                          | Circuito      | Data           | Vencedor       | Construtor       | Descrição |
| ------------------------------- | ------------- | -------------- | -------------- | ---------------- | --------- |
| Cape South Easter Trophy        | Killarney     | 8 de Fevereiro | Dave Charlton  | McLaren-Cosworth | Detalhes  |
| X Race of Champions             | Brands Hatch  | 16 de Março    | Tom Pryce      | Shadow-Cosworth  | Detalhes  |
| XXVII BRDC International Trophy | Silverstone   | 13 de Abril    | Niki Lauda     | Ferrari          | Detalhes  |
| XV Swiss Grand Prix             | Dijon-Prenois | 24 de Agosto   | Clay Regazzoni | Ferrari          | Detalhes  |